# ورا یوردانووا
ورا یوردانووا (بلغاری: Вера Йорданова؛ زادهٔ ۲۸ اوت ۱۹۷۵) بازیگر، مدل و نویسندهٔ کتاب آشپزی بلغاری‌الاصل اهل فنلاند است.
از فیلم‌ها یا مجموعه‌های تلویزیونی که وی در آن‌ها نقش داشته است، می‌توان به مسافرخانه اشاره نمود.